# 什圖羅沃

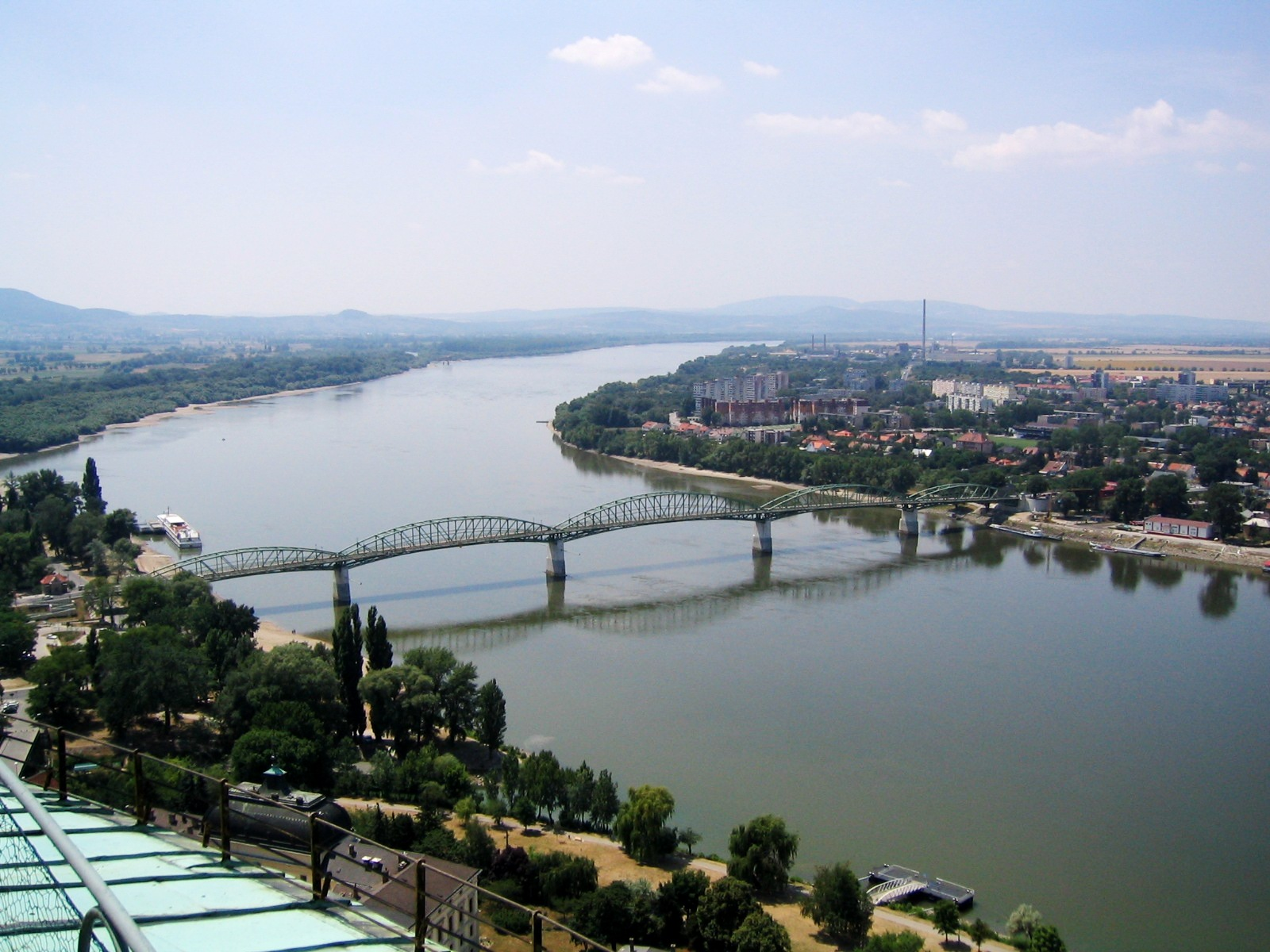

什圖羅沃是斯洛伐克的城鎮，位於該國西南部多瑙河畔，由尼特拉州負責管轄，面積13.13平方公里，海拔高度111米，2005年人口11,172，其中七成居民信奉羅馬天主教。

## 外部連結
- Official website （页面存档备份，存于） （斯洛伐克文）, （匈牙利文）, （英文）
- Thermal swimming resort Vadaš （页面存档备份，存于）
- Virtual Tour of Štúrovo （页面存档备份，存于）